# Verluchting
Verluchting is het ventileren van constructies van bouwwerken.
Verluchten is (soms) nodig om in een constructie daar verzamelde schadelijke of kwalijke dampen zoals waterdamp te verwijderen en te vervangen door verse lucht. Verluchten is niet hetzelfde als het ventileren van een bouwwerk ten behoeve van verse lucht voor de daar aanwezige personen.